# Pont sur la Vanne
Le pont sur la Vanne est un pont situé à Villemaur-sur-Vanne, en France.

## Localisation
Le pont est situé sur la commune de Villemaur-sur-Vanne, dans le département français de l'Aube.

## Historique
L'édifice est inscrit au titre des monuments historiques en 1984.